# Хапещи въшки
Хапещите въшки (Mallophaga), наричат се още пухоперояди, перояди, пухояди или космояди, са разред паразитни насекоми. Представляват стационарни ектопаразити (паразити, които живеят или пребивават по външната част на тялото) при птици и бозайници. Нападат предимно одомашнени видове. От тях единствено свинята не е гостоприемник. Човекът също не е гостоприемник.

## Описание
Тялото на паразитите е дорзовентрално сплеснато. Мъжките са по-дребни от женските. При всички видове главата е по-едра от първото гръдно членче. Антените са изградени от три до пет членчета. Устният апарат е пригоден за гризане и дъвчене. Това е и причината разреда да бъде наречен Хапещи въшки, за разлика от същинските Смучещи въшки. Очите при някои видове са рудиметарни. Първият гръден сегмент е ясно изразен, а вторият и третият са сраснали. Видовете, които паразитират по птиците имат по две нокътчета на тарзуса, а тези паразитиращи при бозайниците – по едно.
Женските снасят по 20 до 100, рядко до 1000 яйца по космите или перата на гостоприемниците. Ембрионалното развитие продължава от 4 до 12 дни като освен от вида зависи и от някои абиотични фактори. Ларвата преминава последователно през три възрасти. Имагото е с продължителност на живота до 2 – 3 месеца.

## Класификация
Разредът наброява около 3000 вида. Хапещите въшки паразитират при различни видове птици и бозайници както следва:
| Подразред Amblycera |                  |                 |
| Семейство           | Род              | Гостопиемници   |
| Somaphantidae       | Bonomiella       | Гълъбови        |
| Menoponidae         | Menopon          | Гълъбови        |
|                     | Eomenacanthus    | Гълъбови        |
|                     | Menacanthus      | Гълъбови        |
|                     | Hohorstiella     | Кокошоподобни   |
|                     | Uchida           | Гълъбови        |
| Trinotonidae        | Trinoton         | Домашна гъска   |
| Colpocephalidae     | Neocolpocephalum | Гълъбови        |
| Gyropidae           | Gyropus          | Морски свинчета |
| Gliricolidae        | Trimenopon       |                 |
|                     | Gliricola        | Морски свинчета |

| Подразред Ischnocera |                |                                                           |
| Семейство            | Род            | Гостоприемници                                            |
| Gonioidae            | Oulocrepis     | Гълъбови                                                  |
|                      | Goniocotes     | Гълъбови                                                  |
|                      | Campanulotes   | Кокошоподобни                                             |
|                      | Chelopistes    | Пуйки                                                     |
|                      | Stenocrotaphus | Токачкови                                                 |
|                      | Coloceras      | Кокошоподобни                                             |
| Lipeuridae           | Lipeurus       | Гълъбови                                                  |
|                      | Cuclotogaster  | Гълъбови                                                  |
| Esthiopteridae       | Anatoecus      | Патицови                                                  |
|                      | Columbicola    | Кокошоподобни                                             |
|                      | Anaticola      | Патицови                                                  |
| Trichodectidae       | Trichodectes   | Кучеви                                                    |
|                      | Felicola       | Домашна котка                                             |
| Bovicolidae          | Bovicola       | Домашно говедо (B. bovis) Коза (B. caprae) Овца (B. ovis) |
|                      | Holakartikos   | Кози                                                      |
|                      | Werneckiella   | Коне                                                      |